# Farrujābād
Farrujābād es una ciudad en el estado de Uttar Pradesh en el norte de India. Limita con los distritos de Badaun y Shahjahanpur por el norte, Hardoi por el este, Kannauj al sur, y Etah y Mainpuri al oeste. El río Ganges y el río Ramganga se encuentran al este y el río Kali al sur.

## Demografía
Farrujābād tiene una población junto con Fatehgarh de 275 754 habitantes (2011),  el 53% son hombres y mujeres el 47%. El índice de alfabetismo de Farrujābād es del 72%, que supera la media nacional, que es 59.5%: el alfabetismo de los hombres es del 68%, mientras que el 58% de las mujeres  ha sido alfabetizadas. En Farrujābād-cum-Fatehgarh, el 16% de la población tiene menos de 6 años de edad. La relación de sexos en Farrujābād es de 874 mujeres cada 1000 hombres. En Farrujābād es dominante la casta del pueblo  Yadav (Ahir).